# Emil Wilbekin
Emil Wilbekin (nascido em 16 de setembro de 1967, em Cincinnati, Ohio) é um jornalista americano, executivo de mídia, estilista, criador de conteúdo, crítico cultural e ativista de direitos humanos. Ele é o ex-editor-chefe da Vibe and Giant, editor-geral da Essence e editor-chefe do site associado Essence.com, e diretor de conteúdo da Afropunk. Ele é o fundador da Native Son Now, uma organização dedicada a capacitar e elevar homens gays negros por meio de representação positiva e oportunidades de negócios.

## Infância e educação
Wilbekin foi adotado por uma família negra de profissionais jurídicos em Cincinnati quando bebê. Seu pai, Harvey Earl Wilbekin, tornou-se advogado depois de trabalhar como engenheiro estrutural, enquanto sua mãe, Dra. Cleota P. Wilbekin, deixou de trabalhar como socióloga e advogada para se tornar juíza do Departamento de Direitos Humanos do Estado de Ohio. Serviços. Junto com seu irmão mais velho, Erik, a família vivia uma vida confortável.
Wilbekin frequentou a faculdade na Universidade Hampton, onde atuou como editor-chefe do Hampton Script, o jornal da escola. Depois de se formar em 1989 com bacharelado em artes de mídia de massa, Wilbekin frequentou a Escola de Pós-Graduação em Jornalismo da Universidade de Columbia, onde obteve um mestrado em jornalismo em 1990.

## Carreira
Wilbekin passou seus primeiros dois anos fora da escola como jornalista freelance escrevendo para o New York Times, Chicago Tribune, Metropolitan Home, Los Angeles Times e Associated Press. Em 1992, durante as férias com quatro amigos nos Hamptons —Jonathan Van Meter, Diane Cardwell, Ricky Lee e Gilbert Rogin — Wilbekin participou do desenvolvimento de ideias para uma revista dedicada a cobrir a música hip-hop e a cultura negra. Depois de obter o apoio de Quincy Jones, essa ideia ganhou vida como a revista Vibe, com Wilbekin atuando como um dos primeiros editores da publicação.
Wilbekin começou sua gestão no Vibe trabalhando em sua seção "Seguinte", focando principalmente na música, com sua primeira reportagem de capa apresentando Mary J. Blige. Ele foi promovido a editor de estilo em 1995 e nomeado diretor editorial de moda da revista em 1997. Em julho de 1999, ele se tornou o diretor editorial de moda 's duas publicações irmãs do Vibe, Spin e Blaze, também. No mês seguinte, Danyel Smith partiu para ingressar na revista Time, e Wilbekin foi promovido a editor-chefe da Vibe. Ao longo do ano 2000, ele supervisionou a expansão do público leitor e a criação do suplemento da revista focado exclusivamente em mulheres chamado HomeGirls. Naquele ano, ele se destacou por preencher a lacuna entre o hip-hop e sua base de fãs gays anteriormente ignorada, incluindo histórias sobre a comunidade na revista. Wilbekin também confrontou a homofobia na forma de arte, certificando-se de que Dr. Dre e Eminem abordassem suas letras homofóbicas quando aparecessem na capa de setembro de 2000 da Vibe . Em uma entrevista de 2001 para a revista New York, Wilbekin enfatizou que seu trabalho não era policiar os rappers por causa de seus comentários sobre a comunidade gay, mas "garantir que a homossexualidade fosse tratada de maneira tão justa quanto qualquer outra coisa".
Sob sua direção, o Vibe foi indicado ao Prêmio National Magazine de 2001 (também conhecido como "The Ellie") de melhor fotografia. No ano seguinte, o Vibe ganhou "The Ellie" pela excelência geral de revistas que circulam entre 500.000 e um milhão de leitores, superando a concorrência de The New Yorker, Wired, Gourmet e Jane pelo prêmio principal. A vitória o levou a ser nomeado para a lista Out 100 da revista Out e a ser perfilado pelo The New York Times, onde ele abordou o fato de não enfrentar problemas como um homem abertamente gay na indústria do hip-hop. Ele produziu o Prêmio Vibe de 2003, o que o levou a ser promovido a diretor editorial das operações gerais da Vibe Media naquele setembro. Após 12 anos de serviço, ele deixou a Vibe em julho de 2004 para ingressar na marca de Marc Ecko como vice-presidente de desenvolvimento e para atuar no conselho editorial da revista Complex.
Wilbekin ingressou na revista Giant como editor-chefe em 2008, depois saltou para a Essence.com como editor-chefe em 2009, tornando-se editor-geral da revista Essence em 2012. Parte de suas contribuições para a publicação incluiu uma coluna focada em eventos culturais e entrevistas com celebridades como Viola Davis, Angela Bassett, Puff Daddy, Yolanda Adams, e Anita Baker. Ele também expandiu o alcance da publicação para cobrir relacionamentos amorosos entre pessoas do mesmo sexo dentro da comunidade negra. Isso incluiu o primeiro perfil da revista de um casal de lésbicas em seus 40 anos de história para a seção "Benção da Noiva". A cobertura resultou na publicação ganhando um Prêmio GLAAD 2011 para jornalismo digital excepcional. Ele deixou a publicação em 2014 para se concentrar na promoção da representação LGBTQ+ em plataformas de mídia, iniciando sua agência de consultoria e branding, World of Wilbekin. Simultaneamente a esse trabalho, ele atuou como diretor de conteúdo do Afropunk de 2018 a 2020. Seu tempo no Afropunk foi dedicado a transformar a organização em um lugar seguro para pessoas negras queer. Ele deixou o Afropunk para trabalhar exclusivamente no fortalecimento da comunidade gay negra em 2020.
Ao longo de sua carreira, Wilbekin trabalhou como crítico cultural e comentarista, falando sobre moda, música, pessoas LGBTQ+, vidas negras, HIV, ativismo, racismo e celebridades com uma ampla gama de publicações, incluindo New York Times, Los Angeles Times, Washington Post, Nova York, Associated Press, MTV, PBS, ABC News, CNN, The Guardian, Village Voice, New York Observer, Women's Wear Daily, Politico, Variety, Billboard, Wendy Williams Show, New York Post, Chicago Tribune, McCall's, BET, Reuters, Quartz, Wall Street Journal, Forbes, e E! Online. Devido à sua posição na indústria da música, ele foi chamado para falar sobre o falecimento de artistas notáveis. Em 21 de agosto de 2001, ele falou com a CNN sobre o falecimento de Aaliyah. Ele fez um blog ao vivo do serviço memorial de Michael Jackson em 7 de julho de 2009, para a Entertainment Weekly. Em 31 de agosto de 2018, ele forneceu comentários para a transmissão da BET sobre o funeral de Aretha Franklin. Ele falou com o WNYC sobre o falecimento de Andre Harrell em 13 de maio de 2020.
Ele também avaliou a interrupção de Kanye West do discurso de aceitação de Taylor Swift para o Prêmio de Melhor Vídeo no MTV VMA de 2009, dizendo que não cabia a West falar por Beyoncé; participou da mesa redonda Love & Hip Hop da VH1: "Out in Hip-Hop" sobre homofobia na comunidade hip-hop; e criticou a comparação do New York Post 's presidente Barack Obama com um chimpanzé.

## Native Son Now
Em 2015, enquanto estava de férias na Índia, Wilbekin começou a pensar em transformar a Mundo de Wilbekin de uma agência de branding em um movimento. Durante a viagem, ele percebeu que os gays negros careciam de unidade em relação ao companheirismo, networking e celebração uns dos outros. Ao retornar a Nova York, ele foi inspirado a corrigir esse problema ao reler as Notas de um filho nativo de James Baldwin . Depois de escrever um ensaio sobre se sentir inseguro e demonizado como um gay negro em resposta ao tiroteio na boate de Orlando, ele começou a transformar a agência em uma organização de defesa de pleno direito dedicada a apoiar homens negros queer de todas as origens. Ele chamou a organização de Native Son Now em homenagem ao livro de Baldwin.
Native Son Now foi lançado oficialmente com uma cerimônia de premiação que celebrou as conquistas dos gays negros em 2016. Seus homenageados incluíram Don Lemon, George C. Wolfe e DeRay McKesson. Naquela celebração inaugural, Wilbekin revelou publicamente sua condição de HIV pela primeira vez porque não achava certo se esconder enquanto pedia a outros que se revelassem. Em um esforço para acabar com o estigma do HIV na comunidade negra, ele fez uma parceria com a ViiV Cuidados Médicos na produção de uma peça de teatro imersiva que aumentava a conscientização sobre o vírus. A peça, As Much As I Can, estreou em 2017. Wilbekin continuou seu foco na promoção da comunidade queer negra fazendo parceria com o Google para criar um evento focado em gays negros na indústria de tecnologia; parceria com a Bloomingdale's para criar mercadorias inspiradas no orgulho gay da Native Son Now; colaborando com a campanha "Abraçando a masculinidade: #DareToCare" de Scotch Porter, que se concentrou em desafiar a masculinidade tóxica. e produzindo encores de "As Much As I Can" com um esforço constante para eliminar o estigma do HIV.
Em 2020, Native Son Now uniu forças com a Human Rights Campaign e Color Of Change para pressionar pela liberação de dados sobre o COVID-19, a fim de abordar o efeito desproporcional que o vírus estava causando nas comunidades negras nos Estados Unidos. Respondendo ao efeito da pandemia em homens negros gays em particular, Wilbekin lançou o Forum da Liderança Negra Gay - o primeiro encontro virtual do mundo desse tipo - que contou com 100 líderes gays negros, ativistas, personalidades da mídia, executivos de negócios e acadêmicos em conversa sobre se manter conectado durante o período de isolamento forçado. Esse foco na promoção de homens gays negros como uma comunidade durante a pandemia de 2020 se expandiu para incluir a inovação gay negra na moda, Wilbekin está servindo como consultor criativo e ajudando a produzir o podcast Being Seen de Darnell L. Moore - que também se concentrou em elevando as conquistas dos gays negros - participando dos Diálogos da Academia do Oscar; Native Son, o 2020 Native Son Awards que homenageou Edward Eninful, Lee Daniels, André De Shields, Rashad Robinson e Billy Porter, e culminou com o lançamento do Native Son 101, a primeira lista mundial de mais de 101 gays negros de sucesso de vários setores.

## Prêmios e honras
Desde o lançamento de Native Son Now, Wilbekin foi aclamado como um Homem Moderno da Empresa Negra de 2016, recebeu o prêmio "Master of Style" de 2017 pela revista Out e Cadillac, homenageado pelos Boy Scouts of America com o Prêmio Harlem Good Scout de 2017, premiado com o prêmio Ric Weiland de 2018 da GLAAD, nomeado uma das pessoas mais criativas da Fast Company em 2019, premiado com o Advocate Award de 2019 da ADColor, declarado HIV Plus ' 2019 # 1 pessoa mais incrível vivendo com HIV, nomeado Homem da Renascença por TheBody.com e homenageado no Orgulho Gay Negro de Cincinnati em 2020.

## Vida pessoal
Wilbekin é abertamente gay e vive com HIV. Ele afirmou que assumir para sua família foi difícil, mas eles conseguiram superar o choque com a ajuda de seu irmão mais velho, Erik. Wilbekin é cristão e ministro da Vida Universal.